# Castilfalé
Castilfalé är en kommun i Spanien.   Den ligger i provinsen Provincia de León och regionen Kastilien och Leon, i den norra delen av landet, 240 km nordväst om huvudstaden Madrid. Arean är 25,9 kvadratkilometer. Castilfalé gränsar till Gordoncillo, Valdemora, Fuentes de Carbajal, Villabraz, Matanza och Mayorga. 
Terrängen i Castilfalé är platt.